# Assia-Rheinfels
Il langraviato di Assia-Rheinfels, era un antico stato tedesco, esistente alternativamente in Germania tra il 1567 ed il 1754.
Esso comprendeva l'area attorno a St. Goar (riva sinistra del Reno) oltre a Reichenberg, Hohenstein und Braubach (sulla riva destra del Reno), ed era retto da una linea collaterale della casa d'Assia.
Il langraviato si era originato dalla divisione del langraviato d'Assia alla morte del Conte Filippo I d'Assia († 1567). Dei figli di Filippo I, il maggiore di essi, Guglielmo ottenne l'Assia-Kassel (comprendente circa metà dei domini paterni), l'Assia-Marburg (un quarto dei territori) andò a Luigi e Giorgio ricevette l'Assia-Darmstadt. All'ultimo figlio, Filippo II, toccò l'Assia-Rheinfels.
La prima linea dell'Assia-Rheinfels, ad ogni modo, si estinse già dal 1583 dal momento che lo stesso Filippo non aveva avuto eredi e i suoi territori vennero suddivisi tra l'Assia-Kassel (che ne ricevette la maggior parte) e il restante venne diviso tra l'Assia-Marburg e l'Assia-Darmstadt.
La seconda linea comitale, ricreata nel 1627, si estinse nella linea principale nel 1667. Gli succedette nel 1693 la linea d'Assia-Wanfried, con Carlo (1693-1711), figlio di Ernesto d'Assia-Rheinfels e Rotenburg. A Guglielmo (1711-1731) successe Cristiano (1731-1754) con il quale si estinse la famiglia e il langraviato passò ad Ernesto Costantino d'Assia-Rotenburg.